# حسين أباد جديد (حسين أباد كرمان)
حسین أباد جدید (بالفارسية: حسین‌آباد جدید) هي قرية تقع في إيران في Hoseynabad Rural District. يقدر عدد سكانها بـ 618 نسمة .